# Arrest Azewijnse paard
Azewijnse paard (HR 6 april 1915, NJ 1915/427) is de roepnaam van een arrest van de Nederlandse Hoge Raad dat betrekking heeft op verboden uitvoer van een paard aan het begin van de Eerste Wereldoorlog.

## Casus
Tijdens de Eerste Wereldoorlog gold een uitvoerverbod voor paarden. Tussen het Duitse Klein-Netterden en het Nederlandse kerkdorp Azewijn in de gemeente Bergh, ligt een kanaal, de Wetering. Vanaf de Duitse kant van het kanaal wierp een Duitse man een lus om de nek van een paard aan de Nederlandse kant van het grenskanaal. Door aan het touw te trekken werd het paard door het water naar Duitsland getrokken.

## Rechtsvraag
Kan de Duitser worden vervolgd voor overtreding van het uitvoerverbod nu hij zich ten tijde van het begaan van de overtreding lichamelijk niet op Nederlands grondgebied bevond? (Ja)

## Procesgang
De Duitser beriep zich erop dat hij door in Duitsland aan het touw te trekken in Duitsland een paard invoerde en niet in Nederland een paard uitvoerde, zodat de Nederlandse rechter geen rechtsmacht had. Hij werd echter door de rechtbank veroordeeld tot twee maanden gevangenisstraf en in hoger beroep door het hof tot drie maanden gevangenisstraf wegens verboden uitvoer van een paard op 7 september 1914. Het cassatieberoep werd verworpen.
De Hoge Raad overwoog:
- Dat men zeer goed in het buitenland verblijvend in Nederland een misdrijf kan plegen.
- Door aan een touw te trekken dat was verbonden met een paard dat zich op Nederlands grondgebied bevond was de plaats van het misdrijf in Nederland en had de Nederlandse rechter rechtsmacht.
- Er was dus in Nederland een delict gepleegd (locus delicti). De opgelegde gevangenisstraf bleef gehandhaafd.

In dit arrest heeft de Hoge Raad uitbreiding gegeven aan de rechtsmacht van de Nederlandse rechter, door te bepalen dat men door middel van een instrument kan handelen op een andere plaats dan waar men zich bevindt.

## Relevantie
Met de komst van internet heeft dit oude arrest aan relevantie gewonnen. Immers, niet alleen de plaats waar de pleger zich bevindt, maar ook de plaats van het effect van het delict is bepalend voor de strafbaarheid. Men kan dus vanachter een toetsenbord in het buitenland in Nederland een delict plegen, zoals een virus of kinderporno verspreiden.